# Temporada 1947-48 de la BAA
La temporada 1947-48 de la BAA fou la segona de la història de la Basketball Association of America, que més tard es convertiria en l'actual NBA. Abans de l'inici de la temporada, els equips de Cleveland, Detroit, Pittsburgh i Toronto van desaparèixer, deixant una lliga amb només set equips. Per aquest motiu van haver d'incorporar als Baltimore Bullets de la ABL per així poder igualar les dues divisions. Cada franquícia jugà 48 partits. Els Baltimore Bullets foren els campions en guanyar als Philadelphia Warriors per 4-2.

## Classificacions
Divisió Est
| Equip                   | V  | D  | %V   | P  |
| ----------------------- | -- | -- | ---- | -- |
| Philadelphia Warriors   | 27 | 21 | ,563 | -  |
| New York Knicks         | 26 | 22 | ,542 | 1  |
| Boston Celtics          | 20 | 28 | ,417 | 7  |
| Providence Steamrollers | 6  | 42 | ,125 | 21 |

Divisió Oest
| Equip               | V  | D  | %V   | P |
| ------------------- | -- | -- | ---- | - |
| St, Louis Bombers   | 29 | 19 | ,604 | - |
| Baltimore Bullets C | 28 | 20 | ,583 | 1 |
| Chicago Stags       | 28 | 20 | ,583 | 1 |
| Washington Capitols | 28 | 20 | ,583 | 1 |

* V: Victòries
* D: Derrotes
* %V: Percentatge de victòries
* P: Diferència de partits respecte al primer lloc
* C: Campió

## Estadístiques
| Categoria                   | Jugador                       | Equip                                         | Mitjana/% |
| --------------------------- | ----------------------------- | --------------------------------------------- | --------- |
| Punts per partit            | Joe Fulks                     | Philadelphia Warriors                         | 22,1      |
| Assistències per partit     | Howie Dallmar Ernie Calverley | Philadelphia Warriors Providence Steamrollers | 2,5       |
| Percentatge de tirs de camp | Bob Feerick                   | Washington Capitols                           | 34,0      |
| Percentatge de tirs lliures | Bob Feerick                   | Washington Capitols                           | 78,8      |

## Premis
- Primer quintet de la temporada
  - Ed Sadowski, Boston Celtics
  - Joe Fulks, Philadelphia Warriors
  - Howie Dallmar, Philadelphia Warriors
  - Bob Feerick, Washington Capitols
  - Max Zaslofsky, Chicago Stags

- Segon quintet de la temporada
  - Buddy Jeannette, Baltimore Bullets
  - Stan Miasek, Chicago Stags
  - Carl Braun, New York Knicks
  - Fred Scolari, Washington Capitols
  - John Logan, St. Louis Bombers